# Ліськівський район
Ліськівський район — один з районів, на етнічній українській території Надсяння, у складі створеної 4 грудня 1939 року Дрогобицької області УРСР (обласний центр — місто Дрогобич). В березні 1945 року Ліськівський район з районним центром Лісько, а також Бірчанський район з районним центром Бірча та західна частина Перемишльського району включно з містом Перемишль зі складу Дрогобицької області передано Польщі.

## Історія
Після нападу 1 вересня 1939 року Третього Рейху на Польщу й початку Другої світової війни до середини вересня територія повіту окупована німцями, але після вторгнення СРСР до Польщі 17 вересня 1939 року згідно з пактом Молотова—Ріббентропа та поправками Договору про дружбу та кордони між СРСР та Німеччиною частина етнічних українських земель, котрі знаходились між кордоном Польщі з СРСР (закріпленим у Ризькому мирному договорі 1921 року) і лінією Керзона відійшли до радянської зони окупації. На цих землях уряд СРСР створив 6 нових областей (Волинську, Дрогобицьку, Львівську, Станіславську, Рівненську та Тернопільську), які було передано до складу УРСР. Дрогобицька область була створена 4 грудня 1939 року. А 10 січня 1940 року в складі області Політбюро ЦК КП(б)У обговорено утворити Ліськівський район (районний центр — Лісько).

| 10 січня 1940 (середа) — Київ. Політбюро ЦК КП(б)У обговорило питання про утворення міських районів у Львові та районів у Волинській, Дрогобицькій, Львівській, Ровенській, Станіславській, Тернопільській областях УРСР. Ухвалено створити у Львові: Сталінський, Залізничний, Червоноармійський, Шевченківський міські райони, та, відповідно, міськрайкоми партії з підпорядкуванням Львівському міському комітету КП(б)У, райвиконкоми з підпорядкуванням Львівському міськвиконкому; створити наступні райони: у складі Волинської області райони — Берестечківський (з районним центром у м. Берестечко), Вербський (с. Верба), Володимир-Волинський (м. Володимир-Волинський), Вижвівський (м. Вижва), Голобський (м. Голоби), Горохівський (м. Горохів), Заблот'ївський (с. Заблотьє), Згоранський (с. Згорани), Камінь-Каширський (м. Камінь-Каширськ), Ківерцівський (м. Ківерці), Киселинський (с. Киселин), Ковельський (м. Ковель), Колківський (м. Колки), Локачівський (м. Локачі), Луцький (м. Луцьк), Любомльський (м. Любомль), Любешівський (м. Любешів), Мацеївський (м. Мацеїв), Оликський (м. Олика), Піддубцівського (с. Піддубці), Повурського (м. Повурськ), Порицького (м. Порицьк), Ратновського (м. Ратно), Рожищенського (м. Рожище), Софіївського (м. Софіївка), Торчинського (м. Торчин), Турійського (м. Турійськ), Устилужський (м. Устилуг), Чаруківський (с. Чаруків), Шацький (с. Шацьк), Березолупівський (с. Березолупи); міста: Луцьк, Ковель, Володимир-Волинськ підпорядковувалися безпосередньо Волинському ОВК; у складі Дрогобичської області: Бірчанський (з центром у с.Бірча), Бориславський (м.Борислав), Дрогобичський (м.Дрогобич), Добромильський (м.Добромиль), Дублянський (с. Дубляни), Жидечувський (м. Жидечув), Журавновський (с.Журавно), Комарновський (м.Комарно), Комарниківський (с.Комарники), Крукеницький (с. Крукениця), Лавочнянський (с.Лавочне), Лісківський (м. Ліско), Миколаївський (м. Миколаїв), Меденицький (м. Медениця), Мостиський (м. Мостиськ), Медиківський (с.Медика), Ново-Стреліський (м.Стреліські Нові), Перемишльський (м.Перемишль), Підбужський (с.Підбуж), Рудківський район (м.Рудки), Сколевський (м.Сколе), Стрийський (м.Стрий), Судово-Вишнянський (м.Судова Вишня), Стрілківський (с.Стрілки), Самбірський (м. Самбор), Старо-Самбірський (м.Старий Самбір), Турківський (м.Турка), Устрико-Дольнівський (м. Устрики-Дольні), Хирівський (м.Хирів), Ходорівський (м.Ходорів), міста Борислав, Дрогобич, Львів, Перемишль, Самбір, Стрий підпорядкувати безпосередньо Дрогобичському ОВК; |
| — |

Центром району було місто Лісько.
З кінця червня 1941 року по серпень 1944 року район знаходився під німецькою окупацією.
В березні 1945 року, в рамках підготовки до підписання Радянсько-польського договору про державний кордон від 16 серпня 1945 року, весь Ліськівський район з районним центром Лісько, Бірчанський район з районним центром Бірча та західна частина Перемишльського району включно з містом Перемишль з складу Дрогобицької області передано Польщі.
На даний момент на території Польщі в Підкарпатському воєводстві знаходиться Ліський повіт.